# Saat-Wucherblume
Die Saat-Wucherblume (Glebionis segetum, Syn.: Chrysanthemum segetum) ist eine Pflanzenart aus der Gattung Glebionis innerhalb der Familie der Korbblütler (Asteraceae).

## Beschreibung

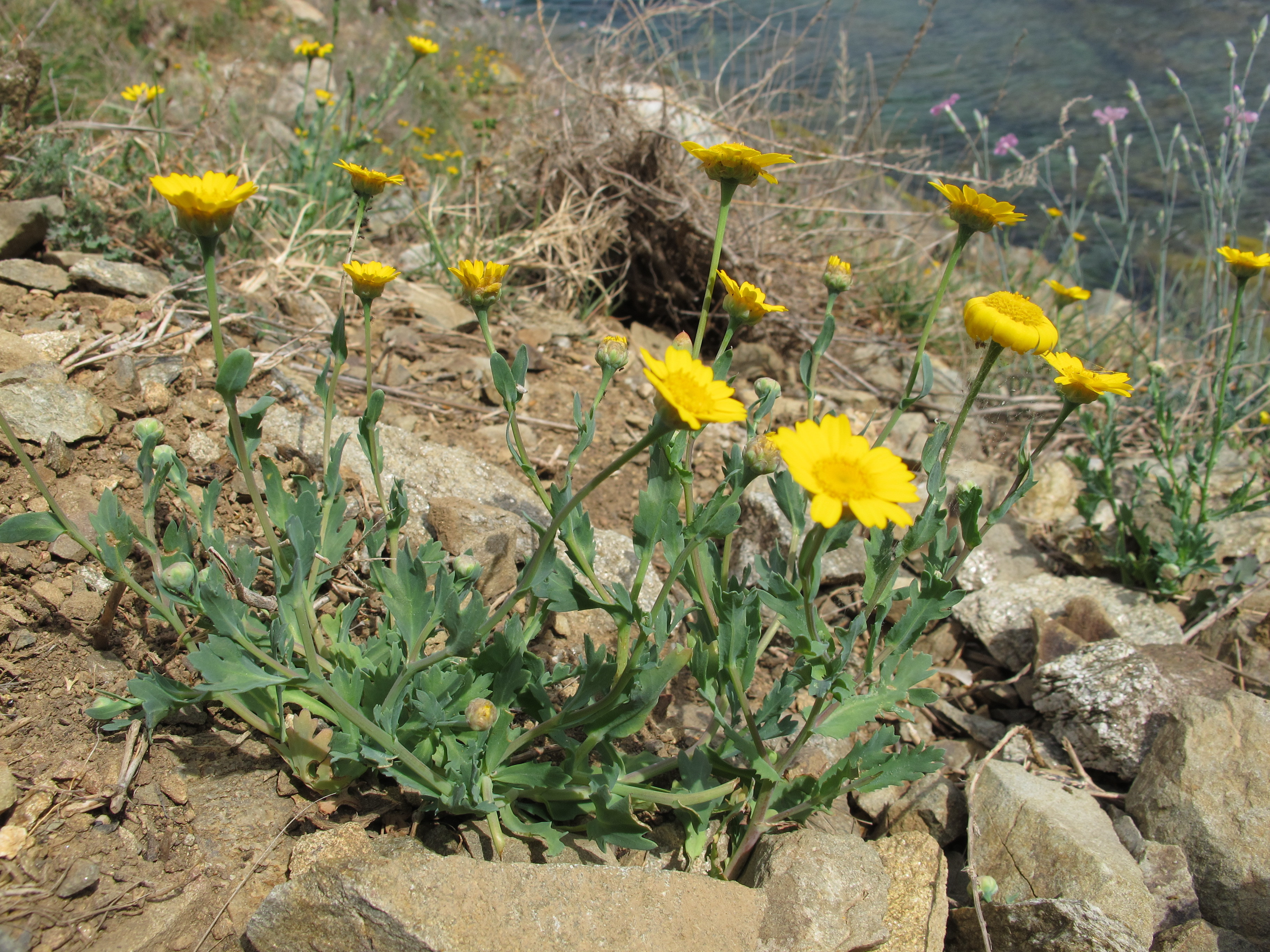
Habitus, Laubblätter und Blütenkörbe

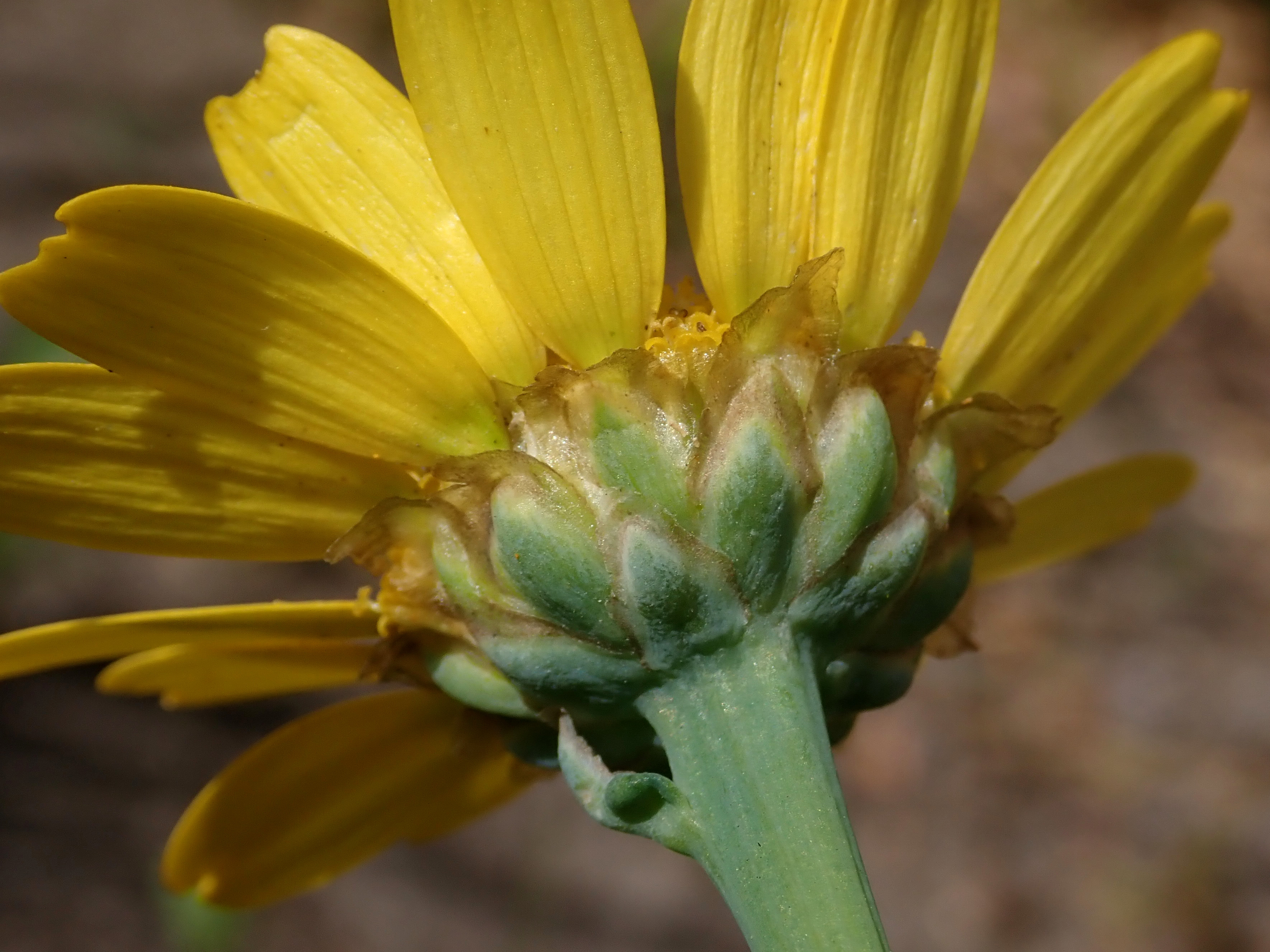
Blütenkorb von unten mit Korbhülle

### Vegetative Merkmale
Die Saat-Wucherblume ist eine einjährige krautige Pflanze, die Wuchshöhen von 30 bis 60 Zentimetern erreicht. Der aufrechte Stängel ist blaugrün, kahl und oft verzweigt, einfach oder gabelig-ästig und reich beblättert.
Die Laubblätter sind unregelmäßig fiederspaltig oder grob gezähnt bis dreispaltig eingeschnitten. Die untersten Laubblätter sind gegen den Grund allmählich stielartig verschmälert; die oberen sind stängelumfassend. Welkende Blätter duften nach Cumarin.

### Generative Merkmale
Die Blütezeit reicht von Juni bis Oktober. Der Blütenkorb weist einen Durchmesser von 2 bis 5 Zentimetern auf. Die Hülle ist halbkugelig. Die Hüllblätter sind eiförmig, ungleich lang, bleich gelbgrün; die inneren haben am oberen Ende einen breiten weißlichen Hautrand. Der Blütenboden ist ohne Spreublätter. Die Zungenblüten/Strahlenblüten sind gelb bis dunkelgelb.
Die Achänen der Scheibenblüten sind 2 bis 2,5 Millimeter lang, meist zehnrippig und ohne Pappus. Die äußeren Achänen (die der Strahlenblüten) sind beiderseits geflügelt, auf der Außenseite dreirippig und auf der Innenseite fünfrippig.
Die Chromosomenzahl beträgt 2n = 18.

## Ökologie
Ein einzelnes Exemplar kann bis zu 12000 Früchte entwickeln. Die Keimkraft hält jahrelang an. Auch ausgerissen erweist sich die schwach sukkulente Pflanze als lebenszäh, kann sich wieder bewurzeln, blühen und fruchten. Daher auch der Name Wucherblume.

## Vorkommen
Es gibt Fundortangaben für Marokko, Algerien, Tunesien, Libyen, Spanien, Frankreich, Italien, Bosnien und Herzegowina, Albanien, Griechenland, die Türkei, Zypern, Syrien, den Libanon, Jordanien und Israel. In Madeira, auf den Azoren, im südlichen Afrika, in Australien, Neuseeland, Chile, Nordamerika und in einigen Ländern Süd-, Ost-, Mittel- und Nordeuropas ist die Saat-Wucherblume ein Neophyt.
Sie gedeiht auf frischen, nährstoffreichen, kalkarmen, mehr oder weniger humosen, sandigen oder reinen Ton- oder Lehmböden. Glebionis segetum ist eine Charakterart des Spergulo-Chrysanthemetum segetum aus dem Verband Polygono-Chenopodion.
Die ökologischen Zeigerwerte nach Landolt et al. 2010 sind in der Schweiz: Feuchtezahl F = 3 (mäßig feucht), Lichtzahl L = 4 (hell), Reaktionszahl R = 2 (sauer), Temperaturzahl T = 4+ (warm-kollin), Nährstoffzahl N = 4 (nährstoffreich), Kontinentalitätszahl K = 2 (subozeanisch).

### Frühere Auswirkungen auf die Landwirtschaft und heutiges Vorkommen
Die Saat-Wucherblume kommt in Süd-, West- und Mitteleuropa auf Äckern vor. Im 19. Jahrhundert wurde sie als gefürchtetstes Ackerunkraut in Norddeutschland bezeichnet. Für die Nichtbeseitigung wurden zum Teil Geldstrafen verhängt.
Besonders große Probleme bereitete die Saat-Wucherblume der Landwirtschaft im Westerwald. Vom 16. bis ins 19. Jahrhundert berichten Reisende und Botaniker mehrfach von einer verheerenden Verbreitung über ganze Landstriche zwischen Limburg an der Lahn und Hachenburg. Insbesondere der Hafer konnte flächendeckend überwuchert werden. Auch in den Räumen Marienberg und Höhn oder im Siegener Land kam sie häufig vor.
Tabernaemontanus schreibt im 16. Jahrhundert, er habe sein Lebenlang dieser Blumen nicht mehr gesehen, als im Westerwald zwischen Limburg und Hackenburg, da die Haberfelder in Neumonat so vollstehen, als wann sie dahin gesäet oder als wann sie mit geelen Tüchern bedeckt wären.
In Dänemark führte man ihre Einführung im späten 18. oder 19. Jahrhundert auf brandenburgische, schwedische oder spanische Truppen zurück, die Einführung nach Schweden wurde dagegen dänischen Soldaten angelastet. Nach T. Alm handelt es sich jedoch um ein verbreitetes Motiv für giftige oder lästige Pflanzen. Heute geht die Art zurück.

## Nutzung
Die Saat-Wucherblume wird zerstreut als Zierpflanze für Sommerblumenbeete sowie als Schnittblume genutzt. Diese Art ist seit spätestens 1588 in Kultur.

## Trivialnamen
Für die Saat-Wucherblume bestehen bzw. bestanden auch die weiteren deutschsprachigen Trivialnamen: Auerker Blome (Ostfriesland), Böse Blom (Delmenhorst), Bräkblome, Dauoomsblöme (Ostfriesland), Gellersche Blom (Münsterland), Hunneblome (Unterweser, Göttingen), Quaablaume (Grafschaft Mark), Quadeblomen (Oldenburg, Ostfriesland), Ringelblume (Eifel), Schöttmarsce Blume, Spessarter Blaume (Eifel bei Kempenich), Waukerblaum (Pommern), Wocherblome (Münsterland), Wokerblome (Oldenburg, Mecklenburg, Altmark) und Wucherblume.